# Інтенсифікація видобутку нафти методом зривної кавітації
Інтенсифікація видобутку нафти методом зривної кавітації — за цим методом обробка фільтрової і привибійної зони свердловини проводиться з метою поліпшення експлуатаційних характеристик свердловини, відновлення проникності пласта, видалення з перфораційних і фільтраційних каналів продуктів облітерації і кольматації, утворення нових тріщин. У свердловину на глибину продуктивного горизонту доставляється кавітаційний генератор імпульсів тиску (КГІТ). При роботі КГІТ у режимі періодичної зривної кавітації виникає послідовність фаз тиску — репресії і депресії, що діють на фільтрову і привибійну зону свердловини. Динамічний тиск, що створюється генератором, має нелінійний, імпульсний характер з тривалістю імпульсів 2-3 мікросекунди і частотою повторення 700—12 000 Гц. Ефективна зона поширення імпульсів тиску перевищує 50 м. Імпульси тиску — керовані і можуть досягати сотень і тисяч атмосфер. В результаті впливу знакозмінного тиску виникають нові тріщини, фільтраційні канали привибійної зони звільняються від забруднень: механічних домішок, колоїдних частинок, відкладень солей, асфальто-смоло-парафінових складників нафти, продуктів окиснення і, як наслідок, відбувається очищення каналів і відновлення проникності пласта. У видобувних свердловинах поліпшується приплив флюїдів, посилюється їх проникнення з привибійної зони і знижується обводненість. У нагнітальних свердловинах збільшується прийомистість, що забезпечує підтримку необхідного пластового тиску.

## Дивю також
- Качмар Ю. Д. Інтенсифікація припливу вуглеводнів у свердловину / Ю. Д. Качмар, В. М. Світлицький, Б. Б. Синюк, Р. С. Яремійчук. — Львів: Центр Європи, 2004. — 352 с. — Кн. І.
- Качмар Ю. Д. Інтенсифікація припливу вуглеводнів у свердловину / Ю. Д. Качмар, В. М. Світлицький, Б. Б. Синюк, Р. С. Яремійчук. — Львів: Центр Європи, 2004. — 414 с. — Кн. ІІ.